# NKX1-2
NKX1-2 (англ. NK1 homeobox 2) – білок, який кодується однойменним геном, розташованим у людей на 10-й хромосомі. Довжина поліпептидного ланцюга білка становить 310 амінокислот, а молекулярна маса — 32 381.
| 10         |  | 20         |  | 30         |  | 40         |  | 50         |
| ---------- |  | ---------- |  | ---------- |  | ---------- |  | ---------- |
| MLAWQDGGAK |  | AAPSHHKISF |  | SVLDILDPQK |  | FTRAALPAVR |  | PAPREARKSL |
| AEVEAGKDAS |  | SRDPVRQLET |  | PDAAGPGAGQ |  | ASPLEGSEAE |  | EEEDAEDPRR |
| PRLRERAARL |  | LPGLARSPDA |  | PAGALASGEP |  | CEDGGGGPVR |  | SPPGSPGSPR |
| PRRRRLEPNC |  | AKPRRARTAF |  | TYEQLVALEN |  | KFRATRYLSV |  | CERLNLALSL |
| SLTETQVKIW |  | FQNRRTKWKK |  | QNPGADGAAQ |  | VGGGAPQPGA |  | AGGGGGGGSG |
| GSPGPPGTGA |  | LHFQTFPSYS |  | AANVLFPSAA |  | SFPLTAAAPG |  | SPFAPFLGPS |
| YLTPFYAPRL |  |            |  |            |  |            |  |            |

A: Аланін

C: Цистеїн

D: Аспарагінова кислота

E: Глутамінова кислота

F: Фенілаланін

G: Гліцин

H: Гістидин

I: Ізолейцин

K: Лізин

L: Лейцин

M: Метіонін

N: Аспарагін

P: Пролін

Q: Глутамін

R: Аргінін

S: Серин

T: Треонін

V: Валін

W: Триптофан

Кодований геном білок за функцією належить до білків розвитку. 
Білок має сайт для зв'язування з ДНК. 
Локалізований у ядрі.